# Ratibida pinnata
Ratibida pinnata là một loài thực vật có hoa trong họ Cúc. Loài này được (Vent.) Barnhart miêu tả khoa học đầu tiên năm 1897.